# Potamites juruazensis
Potamites juruazensis är en ödleart som beskrevs av  Avila-pires och VITT 1998. Potamites juruazensis ingår i släktet Potamites och familjen Gymnophthalmidae. Inga underarter finns listade i Catalogue of Life.